# إنجيل برلين المجهول
إنجيل برلين المجهول هو نص جزئي غير كامل من بقايا إنجيل لم يعرف إلا سنة 1991. يصنف الإنجيل ضمن أبوكريفا العهد الجديد باسم إنجيل المخلص. يتألف من قطع مخطوطة كتاب جلدي أصابتها النار.

## تاريخ المخطوطة
حصل متحف برلين المصري سنة 1961 على المخطوطة (باسم بردية بروليننسيس Papyrus Berolinensis 22220). لم تعرف محتويات المخطوطة حتى سنة 1991 أي بعد 30 سنة من الحصول عليها بسبب العدد الكبير من المخطوطات المماثلة التي تنتظر الدراسة. أعلن عن محتويات المخطوطة في محاضرة عام 1996 لتشارلز هدريك Charles W. Hedrick، والذي ترجمها مع بول ميركي Paul Mirecki (سنة 1999. ترجمها أيضا بارت إهرمان عام 2003. بسبب تمزق المخطوطة يمكن ترتيب محتوياتها بأكثر من طريقة مما يسمح بعدة ترجمات ونقاشات عامة (انظر المراجع).
يبدو أن المخطوطة تعود للقرن السادس. وبسبب التأثر الهيليني على المفردات والقواعد ربما تكون مترجمة عن أصل يوناني مفقود. يعتقد أن النص اليوناني المفترض قد كتب في نهاية القرن الثاني أو أول القرن الثالث الميلادي، وذلك حسب ما يدل الأسلوب والعقيدة فيها. ليس الإنجيل إنجيل رواية أو قصة (مثل الأناجيل القانونية) بل عبارة عن حوار، وهذا الشكل استخدم كثيرا في القدم للتعليم.
المحتويات غنوصية بشكل كبير، فالخلاص فقط لمن يفهم المعرفة (غنوسيس) السرية، وهناك تشابهات مع إنجيل بطرس. وفيه يقوم المخلص غير المذكور بالاسم (يفترض أنه عيسى/يسوع) بنقاش رسله بشكل شخصي أكثر مما يرى في غيره من الأناجيل.
وهناك تقليل من أهمية الصلب، لاعتباره قسما من رحلة سماوية، وهذه فكرة تتوافق مع الرؤية الغنوصية للعالم. وفيه يخاطب المخلص الصليب كأنه شخص حي وصاحب وليس أداة قتل.

## وصلات خارجية
- إنجيل المخلص
- ملاحظات حول الإنجيل